# Předměřice nad Labem
Předměřice nad Labem település Csehországban, a Hradec Králové-i járásban. Předměřice nad Labem Neděliště, Hradec Králové, Světí és Lochenice településekkel határos. Lakosainak száma 1938 fő (2024. január 1.).

## Népesség
A település lakosságának változását az alábbi diagram mutatja:
| Lakosok száma | 859  | 1104 | 1455 | 1404 | 1564 | 1869 | 1888 | 1902 | 1779 | 1938 |
|               | 1869 | 1900 | 1921 | 1961 | 1980 | 2011 | 2016 | 2019 | 2021 | 2024 |